# 長野敬
長野 敬（ながの けい、1929年6月6日 - 2017年10月25日 ）は、日本の生物学者、翻訳家。

## 人物・来歴
東京生まれ。1952年東京大学理学部卒業、1960年群馬大学医学博士。1974年から自治医科大学教授を務め、2000年定年退任、名誉教授。河合文化教育研究所主任研究員。数多くの翻訳を行った。2017年10月25日逝去。享年88歳。

## 著書
- 『生物学の旗手たち』朝日新聞社 1975 のち講談社学術文庫
- 『生命現象と調節』日本放送出版協会 1975
- 『遺伝子を解く』光村図書出版（朝日カルチャー叢書）1985
- 『生物学の最前線』日本評論社（からだの科学選書）1986
- 『生物の内景から』筑摩書房 1986.9
- 『変容する生物学』青土社 1993.10
- 『進化論のらせん階段』青土社 1994.12
- 『生体の調節』岩波書店（生物科学入門コース）1994
- 『生命の起原論争』講談社選書メチエ 1994
- 『生命現象と調節』裳華房（生命科学シリーズ）1995
- 『ウィルスのしくみと不思議 人類最大の敵・病原性ウィルスのすべて』日本文芸社（学校で教えない教科書）1997
- 『細胞のしくみ』日本実業出版社（入門ビジュアルサイエンス）1998

### 共著
- 『パズル・生物入門 楽しみながら学ぶために』鈴木善次 講談社（ブルーバックス）1969
- 『生物学小辞典』太田次郎共編著 共立出版 1976
- 『医科生物学』内海耕慥共編 理工学社 1981
- 『生命の起源と進化』中村治共著 教養講座ライフサイエンス 共立出版 1986.1

| スタブアイコン | サブスタブ | この項目は、まだ閲覧者の調べものの参照としては役立たない、人物に関連した書きかけの項目です。この項目を加筆・訂正などしてくださる協力者を求めています（P:人物伝/PJ:人物伝）。 |